# Hans-Georg Wieck
Pour les articles homonymes, voir Wieck.
Hans-Georg Wieck, né le 28 mars 1928 à Hambourg et mort le 15 mai 2024, est un diplomate allemand et ancien président du BND, service fédéral de renseignement allemand, proche du parti CDU.

## Biographie
Hans-Georg Wieck a une formation d'historien. Il entre au service chargé de l'URSS au ministère des Affaires étrangères allemand, puis à l'ambassade de Washington à l'époque de John Kennedy. Il est ensuite chef du bureau des ministres au ministère allemand de la Défense.
Hans-Georg Wieck est nommé ambassadeur de la RFA à Téhéran en 1974, puis à Moscou en 1977, et à l'OTAN à Bruxelles en 1980. Il est nommé président du service fédéral de renseignement le 4 septembre 1985, mandat qu'il exerça jusqu'au 30 septembre 1990. Il est ensuite ambassadeur en Inde.
Il a dirigé un groupe d'observateurs en Biélorussie de l'Organisation pour la sécurité et la coopération en Europe, se faisant alors traiter d'espion par le président biélorusse Alexandre Loukachenko.